# 天然格闘少女ちひろちゃん
『天然格闘少女ちひろちゃん♥』（てんねんかくとうしょうじょちひろちゃん）は、森尾正博による日本の漫画。『ヤングアニマルあいらんど』（白泉社）11号（2010年）より連載された。後に同社の『ヤングアニマル嵐』2012年6号から2013年11号にも連載される。
天然ボケでドジな女子高生・ちひろが、様々な相手と勝負を繰り広げる、お色気スポーツコメディ漫画である。

## 登場人物
『ヤングアニマルあいらんど』では、各キャラクターをメインとしたスピンオフ作品が掲載されている。

### 青空高校女子プロレス部
南ちひろ
本作の主人公。センパイがひったくり犯を撃退した光景を目の当たりにしたことで心を奪われ、女子プロレス部に正式に所属。天然ボケでドジ。普段は実家から離れて寮生活を送っている。
常に男子生徒達から支持されており、中盤から生徒会長になった。
毎回センパイの演出で無理やり公の場で痴態を晒されたり、モブ男子に恥ずかしい写真や動画を撮影されたたり、とかなり酷い目に合わされている。
最終話では卒業したセンパイの後を継いで新生女子プロレス部の部長に昇格した。
センパイ
女子プロレス部の部長で、金にがめつい強欲な性格。
ちひろ達が公の場で痴態を晒す様な演出を常に行っており、それを餌に男子生徒達から金を巻き上げている。
その一方で、大型免許を持っているためバスを運転でき、プロレス以外のスポーツ（ビーチバレー等）で能力を発揮するという意外な面も見られる。
部員の中では自ら選手として出場する出番は少なく、長らく胸などを露出させられる描写は無かったが、終盤の体育祭のちひろとの一騎討ちの際に脱がされた。
ココナッツ
南トロピカル王国の第一王女であり留学生で、愛称は「ココちゃん」。
常にセンパイと結託して悪巧みしている。
普段は髪留めをしていて眼鏡をかけているが、その素顔は意外にも美少女である。
日桜らん
元・新体操部のエース。男子生徒達を虜にすることに誇りを持っているが故、邪魔者は蹴落とすタイプの腹黒い性格。
そのため自分より目立っているちひろが気に入らず勝負を申し込んだが、結局はちひろに敗北し、それがきっかけで女子プロレス部に移籍する羽目に。その後も元々新体操で着ているレオタードをリングコスチュームにしており、ツッコミ役に徹することも。セクハラ的な行為に対して許容範囲が広いので、モブ男子のセクハラ攻撃で全裸に剥かれたり、指を挿入されても嫌がるどころか快感を受け入る。
音無スミレ
元は文学部の部員だったが、センパイの勧めで女子プロレス部に移籍することになり、そこでマネージャーを自称する。
かなり引っ込み思案な性格だが、実はちひろを自分の虜にしようとする同性愛者な一面も持つ。
五十嵐ひなた
とある島国から転校してきたボーイッシュな少女。一人称は「ボク」。牛乳が好物。
ちひろに勝利するも、自ら望んで女子プロレス部に正式に所属。胸などを露出されても一切羞恥心を持たない開放的な性格。

### 生徒会
松平健子
生徒会の副会長。通称、「マツケン」。
常に質実剛健な性格で、学校の風紀を第一にしている保守派である。体を刺激されると口調がおかしくなる。
日頃から女子プロレス部の演出を「学校の風紀の乱れどころか青少年の健全の妨げになる」と危機感を募らせており、自分が生徒会長となった暁には女子プロレス部を廃部にしようとしたが、ちひろに敗れて生徒会副会長を存続する羽目に。当然、女子プロレス部（特にセンパイ）を目の敵にしてる。
最終話では女子プロレス部に所属している。

### その他
有宗みさ子
聖エクストラ学院女子プロレス部所属のヒール系レスラー。ちひろのライバル。京都弁を話すが、実は関東地方出身である。
自身の試合を宴と称しており、入場シーンや試合などでSMの限りを尽くすためセンパイに嫌われている。
リングコスチュームはボンデージタイプのものを着用している。
試合中ではちひろ並に痴態をさらけ出されている。
パイン
南トロピカル王国の第二王女で、ココナッツの双子の妹の1人。髪型はポニーテール。
小遣いが足りないという理由で来日し、ココナッツが所有している油田を奪おうとした。
ネーブル
南トロピカル王国の第三王女で、ココナッツの双子の妹の1人。髪型はロングヘアーにカチューシャ。
小遣いが足りないという理由でパインと結託し、ココナッツが所有している油田を奪おうとした。
一撃るい
みさ子が女子プロレス部に送り込んだ刺客。柔道着を着用している。「- っす」が口癖。
みさ子とタッグを組んでリベンジを狙うも、惨敗。同時にみさ子から破門を下され、女子プロレス部に入門を希望するも、門前払いを食らった。

## 施設

### 私立青空高校
物語の舞台となる高校。一応学生寮もあって、ちひろは実家が遠いのでそこで寮生活を送っている。
女子プロレス部部室
ちひろ達女子プロレス部の部室。
毎回男子生徒から巻き上げた金でセンパイは3Dテレビや大理石等を置いている。
しかし中盤にて、ちひろが生徒会長になったときにマツケンに唆される形で、テレビなど女子プロレスに関係ない備品は生徒会に持っていかれてしまった。
青空温泉
ちひろがマツケンに勝利したのを機に、センパイとココの指示のもとで女子プロレス部の裏の敷地に設立された温泉施設。
温泉饅頭やドリンク類、お土産などの自動販売機が設置されている。
また、浴室ではジェットバスや電気風呂といった一般の温泉や銭湯によくあるものもあれば、熱湯風呂やちひろの湯というものもある。
ちひろたち女子プロレス部も時たまサービスタイムとして男子生徒の体を洗ったり湯もみをしたりすることがある。
天然温泉と称しているが、実はセンパイが入浴剤を使って温泉にしている偽装工作である。

### 聖エクストラ学院
大金持ちしか通えないという、かなり豪華な学校。
多目的競技場
聖エクストラ学院の体育館の地下にある施設。
みさ子が主催するプロレス試合を『宴』と呼び、関係の役員はアイマスクを付けている。

## 単行本
- 森尾正博 『天然格闘少女ちひろちゃん♥』 白泉社〈ジェッツコミックス〉、全5巻

1. 2011年12月28日発売 ISBN 978-4-592-14711-4
2. 2012年9月28日発売 ISBN 978-4-592-14712-1
3. 2013年3月29日発売 ISBN 978-4-592-14713-8
4. 2013年7月29日発売 ISBN 978-4-592-14714-5
5. 2014年1月29日発売 ISBN 978-4-592-14715-2